# Schrankia obsoleta
Schrankia obsoleta är en fjärilsart som beskrevs av Barend J. Lempke 1949. Schrankia obsoleta ingår i släktet Schrankia och familjen nattflyn. Inga underarter finns listade.